# Szerelem a Fehér Házban
A Szerelem a Fehér Házban (eredeti cím: The American President) 1995-ben bemutatott amerikai romantikus vígjáték Annette Bening, Michael Douglas és Martin Sheen főszereplésével, Rob Reiner rendezésében. A produkció számos jelölést kapott, többek között Marc Shaiman zeneszerzőt Oscar-díjra jelölték a film zenéjéért, illetve a rendezőt, a forgatókönyvírót, valamit a két főszereplőt Golden Globe-díjra.

## Szereplők
| Szereplő                                          | Színész            | Magyar hang        |
| ------------------------------------------------- | ------------------ | ------------------ |
| Andrew Shepherd amerikai elnök                    | Michael Douglas    | Szakácsi Sándor    |
| Sydney Ellen Wade, lobbista                       | Annette Bening     | Tóth Enikő         |
| A. J. MacInerney, a Fehér Ház kabinetfőnöke       | Martin Sheen       | Szokolay Ottó      |
| Leon Kodak, a Fehér Ház kabinetfőnök-helyettese   | David Paymer       | Józsa Imre         |
| Janie Basdin, elnök személyi asszisztense         | Samantha Mathis    | Orosz Helga        |
| Lewis Rothschild, elnök belpolitikai asszisztense | Michael J. Fox     | Felföldi László    |
| Leo Solomon                                       | John Mahoney       | Uri István         |
| Robin McCall, a Fehér Ház szóvivője               | Anna Deavere Smith | Menszátor Magdolna |
| Beth Wade, Sydney húga                            | Nina Siemaszko     | Jani Ildikó        |
| Susan Sloan                                       | Wendie Malick      | Bajza Viktória     |
| képviselő                                         | George Murdock     | Horkai János       |
| Lucy Shepherd, az elnök lánya                     | Shawna Waldron     | Nemes Takách Kata  |
| Mrs. Chapil, elnöki titkárnő                      | Anne Haney         | Fodor Zsóka        |
| Bob Rumson szenátor                               | Richard Dreyfuss   | Ujréti László      |
| Cooper ügynök                                     | Beau Billingslea   | Garai Róbert       |
| Esther MacInerney                                 | Gail Strickland    | Kassai Ilona       |
| David                                             | Joshua Malina      | Holl Nándor        |
| Stu                                               | Taylor Nichols     | Juhász György      |

## Fogadtatás
A film a Metacritic weboldalán a kritikusi értékelések alapján 100-ből 67 pontot kapott, a felhasználók értékelése 10-ből 9,1 pont, míg a Rotten Tomatoes oldalán a kritikusi értékelés 90%-os. Az American Film Institute a száz legjobb romantikus filmből álló listáján a 75. helyet kapta a produkció.
Egy amerikai elnököket alakító színészekkel kapcsolatos felmérésen Michael Douglas a 3. helyet kapta meg Harrison Ford (Az elnök különgépe) és Morgan Freeman (Deep Impact) mögött, egy másik hasonló témájú cikkben a legjobb három elnökszereplő közé sorolják őt Bill Pullman (A függetlenség napja) és Harrison Ford (Az elnök különgépe) mellett. A The Washington Post cikkében Desson Howe úgy véli, ez a film bárkit bármikor szórakoztatni fog, és Annette Bening könnyedén játssza bájos, elbűvölő szerepét. A rendező, Rob Reiner sikeresen vegyíti a régi hollywood-i varázst a modern technikával. A Chicago Reader szerint a film egy kellemes, ártalmatlan és kellőképpen gondtalan szórakozás. 
A Népszabadság kritikusa a film történetét túl egyszerűnek minősíti, ám a szórakoztató jeleneteket, komikus helyzeteket dicséri. A cikkíró véleménye szerint Michael Douglas hitelesen kelti életre az amerikai elnököt,  melyben méltó partnere Annette Bening.
A filmet 1996-ban kilenc díjra – többek között Oscar- és Golden Globe-díjra is – jelölték, ám egyik kategóriában sem nyert.